# Bob Hale
Bob Hale (* 1945; † 12. Dezember 2017) war ein britischer Philosoph.
Hale wurde 2006 Professor an der University of Sheffield. 2002–2003 war er Präsident der Aristotelian Society.
Hale und Crispin Wright begründeten den Neo-Logizismus. Hale war der erste, der die reellen Zahlen im Sinne jener Lehre konstruierte.

## Veröffentlichungen
- (1987) Abstract Objects. Oxford: Blackwell Publishing.
- (1997) Co-editor with Crispin Wright. The Blackwell Companion to the Philosophy of Language. Oxford: Blackwell Publishing.
- (2001) With Crispin Wright. The Reason's Proper Study: Essays towards a Neo-Fregean Philosophy of Mathematics. Oxford: Oxford University Press.